# 利口
| ウィキペディアには「利口」という見出しの百科事典記事はありません（タイトルに「利口」を含むページの一覧/「利口」で始まるページの一覧）。 代わりにウィクショナリーのページ「利口」が役に立つかもしれません。 |